# Wapen van de heerlijkheid Hemmen

Het wapen van de heerlijkheid Hemmen werd bij Koninklijk Besluit van 29 maart 2004 bevestigd.

## Geschiedenis
Het wapen van de heerlijkheid Hemmen werd in 2004 bevestigd en het adelsdiploma door de Hoge Raad van Adel op 6 mei 2004 afgegeven. Dit gebeurde op verzoek van de Stichting het Lijndensche Fonds voor Kerk en Zending, sinds 1931 eigenaresse van de heerlijkheid, die in 2003 daarover advies had gevraagd aan de Hoge Raad van Adel. Deze stichting is in het leven geroepen door de familie Van Lynden die sinds de 14e eeuw deze heerlijkheid bezat, na het kinderloos overlijden van de laatste heer van Hemmen (tevens laatste telg van de tak Van Lynden van Hemmen): Frans Godard baron van Lynden van Hemmen (1836-1931). Dit wapen werd in vroeger eeuwen ook al gevoerd door familieleden van de tak Van Lynden van Hemmen. In 1816 was door de toenmalige heer van Hemmen, Frans Godert baron van Lynden (1761-1845), ook al een wapen voor die heerlijkheid aangevraagd; toen werd echter dat wapen niet bevestigd voor de heerlijkheid maar voor de gemeente Hemmen die eertijds geen wapen had aangevraagd. Het heerlijkheidswapen vertoont zeer grote overeenkomsten met dat van de gemeente uit 1816.

## Blazoenering
De blazoenering van het wapen luidt als volgt:
Geschaakt van azuur en goud in zeven rijen van zes vakken, en een vrijkwartier van hermelijn dat negen vakken bedekt.
Aagtekerke
· Baak
· Bennebroek
· Blitterswijk
· Cadier
· Cleverskerke
· De Vuursche
· Dorenweerd
· Geersdijke
· Hemmen
· Hensbroek
· Hoogkerk, Leegkerk en Dorkwerd
· Kattendijke
· Kerkwijk
· Laag Nieuwkoop
· Lede en Oudewaard
· Lichtenberg
· Limmen
· Nederveen-Cappel
· Oostwaard
· Oostcapelle
· Poortvliet
· Sint Philipsland
· Verwolde
· Wanssum
· Westervoort
· Wisch
· Wiskerke
· Zaanen